# Chūzan
Chūzan (中山) foi um dos três reinos que controlavam Okinawa no século XIV. Okinawa, anteriormente controlada por um número de chefes ou senhores locais, vagamente ligados por um chefe supremo ou rei de toda a ilha, dividiu-se nesses três reinos mais bem definidos dentro de poucos anos depois de 1314; o Período Sanzan assim começou, e terminaria aproximadamente cem anos depois, quando o Rei Shō Hashi de Chūzan conquistou Hokuzan em 1419 e Nanzan em 1429.

## História
Tamagusuku sucedeu seu pai Eiji como rei de Okinawa com 19 anos, em 1314. No entanto, ele não tinha o carisma ou habilidades de liderança para comandar o respeito e lealdade dos vários senhores territoriais (aji), e muitos se rebelaram logo depois. O Senhor de Ozato fugiu para o sul e, junto com seus seguidores, formou o reino de Nanzan, enquanto o Senhor de Nakijin, ao norte, declarou-se rei de Hokuzan. Assim, Tamagusuku, em Urasoe, tornou-se rei de Chūzan.
Tamagusuku morreu em 1336 e foi sucedido por seu filho Seii, então com 10 anos de idade. O reinado de Seii foi relativamente curto, e definido pela interferência e abusos políticos de sua mãe, o que levou a uma erosão do pouco apoio que o jovem rei poderia ter dos senhores territoriais. É importante notar que os três "reinos" eram pouco diferentes das chefaturas vagamente unificadas que vieram antes, e os "reis" não exerceram um poder consideravelmente maior, nem suas administrações eram mais organizadas ou mais politicamente estáveis do que as anteriores. No entanto, isso se tornou gradualmente menos verdadeiro ao longo das gerações; o poder e organização do rei avançaram consideravelmente no tempo em que todos os três reinos foram unificados como o Reino de Ryukyu.
Seii foi derrubado pelo senhor de Urasoe por volta de 1349-55; o reinado do novo rei, Satto, marcou o surgimento de Chūzan como um pequeno, mas não insignificante, ator no comércio regional e na política. Uma série de políticas internas e relações externas iniciadas nessa época continuariam até o fim do reino quinhentos anos depois. Satto estabeleceu relações diplomáticas e comerciais com vários estados da região, incluindo o Reino de Sião, na Tailândia, e a dinastia Joseon, na Coreia, e viu o início do papel de Ryukyu em um florescente sistema de comércio regional. Os primeiros enviados da Dinastia Ming chegaram a Okinawa em 1372, marcando o início das relações tributárias com a China. A partir de então, Chūzan (e posteriormente Ryukyu unificado) enviaria missões de tributo frequentes, e confiaria na corte chinesa para reconhecer oficialmente cada sucessivo rei ryukyuano com uma declaração formal de investidura. A China teria uma influência incrivelmente forte em Ryukyu pelos próximos quinhentos anos, política, econômica e culturalmente, como aconteceu com seus inúmeros outros estados tributários.
Este período também viu o início de uma burocracia no governo real que mais tarde viria a reinar no lugar do rei e em seu nome, substituindo o governo monárquico direto. Kumemura, uma comunidade para imigrantes chineses, foi estabelecida; os chineses que lá viviam e seus descendentes ryukyuanos serviriam a Chūzan (e mais tarde ao reino unificado) como diplomatas, intérpretes e funcionários do governo. Kumemura rapidamente se transformou na capital cultural de Ryukyu, algo como um complemento da capital política em Shuri e do centro comercial no porto de Naha. Uma comunidade para enviados e eruditos ryukyuanos foi similarmente estabelecida em Fujian na China, e os primeiros ryukyuanos a estudar na capital da China o fizeram também neste momento, novamente estabelecendo precedentes para desenvolvimentos que continuariam por séculos.
O filho de Satto, Bunei, o sucedeu em 1395, e supervisionou a continuação das políticas e desenvolvimentos do reinado de seu pai. As relações com a China ficaram mais fortes, e várias instituições foram estabelecidas para atender aos enviados chineses a Chūzan. O comércio cresceu e as relações com outros países também continuaram a se expandir. Embora a China aceitasse também missões tributárias de Hokuzan e Nanzan, reconhecia oficialmente apenas o rei de Chūzan como chefe de Estado em Ryukyu. Chūzan continuou desfrutando de relações diplomáticas formais com Sião e Coreia, e relações comerciais com Java, Sumatra e outros estados, como fizeram os outros dois reinos ryukyuanos. No entanto, apenas Chūzan conseguiu estabelecer relações formais com o xogunato Ashikaga do Japão, tendo enviado uma missão em 1403. Essas vantagens políticas, juntamente com o controle de Naha, o porto mais ativo de Okinawa, permitiram a Chūzan ganhar significativa superioridade política e econômica sobre seus dois vizinhos. Também beneficiou-se muito culturalmente; o comércio sempre traz consigo intercâmbio cultural, e muitos dos estados da região experimentavam grandes surtos culturais como resultado. Em particular, acredita-se que o budismo da Coreia e o xintoísmo do Japão foram introduzidos em Okinawa em uma extensão significativa neste momento. Estudiosos e viajantes à Coreia trouxeram de volta textos, estátuas, rituais e outros objetos e idéias budistas, e em troca, o rei Bunei prometeu enviar coreanos naufragados, e aqueles que foram vítimas de piratas japoneses (wakō) em segurança de volta a seu país.
Domesticamente, o reinado de Bunei viu um desenvolvimento significativo na organização e formalização da administração real, e aumentou a alfabetização e educação entre os funcionários administrativos. Documentos governamentais, particularmente aqueles concernentes a comércio e diplomacia, foram compilados pela primeira vez em 1403. Esta compilação, o "Tesouro da Sucessão Real", é chamada Rekidai Hōan na pronúncia japonesa, e continuou a ser compilada regularmente até 1619. No entanto, tal aumento da organização não foi acompanhado de estabilidade política; os reis de Nanzan e Hokuzan, junto com o imperador da China, morreram em apenas alguns anos (1395-98). Esses eventos aumentaram as tensões entre os três reinos, e todos buscaram o favor da corte Ming, que em grande parte não respondia; Bunei só recebeu sua investidura formal em 1406, dez anos depois de suceder ao pai, e menos de um ano antes de sua morte.
Como resultado dessas instabilidades políticas, os aji (senhores territoriais locais) começaram a tomar mais poder para si mesmos dentro de seus pequenos domínios locais. Um aji, com o nome de Hashi, depôs seu vizinho senhor de Azato em 1402 e tomou seu território. Cinco anos depois, ele liderou uma rebelião e derrubou Bunei, estabelecendo seu próprio pai, Shishō, como rei de Chūzan. Hashi efetivamente governou nos bastidores, e liderou o exército de Chūzan contra os reinos vizinhos, conquistando Hokuzan em 1419 e Nanzan em 1429. Nos anos seguintes, ele formalmente sucedeu seu pai ao trono e recebeu investidura e o nome da família dinástica "Shang". "(尚, Shō em japonês e okinawano) da corte Ming. Assim, os três reinos foram unidos no Reino de Ryukyu; "Chūzan" não foi verdadeiramente abolido, e o termo "Chūzan" continuou a ser usado para se referir ao reino unificado, ou seu rei, até ao final do século XIX.
| Nome         | Kanji    | Reinado   | Linha ou Dinastia      |  |
| ------------ | -------- | --------- | ---------------------- |  |
| Shunten      | 舜天     | 1187-1237 | Tenson                 |  |
| Shun Bajunki | 舜馬順熈 | 1238-1248 | Tenson                 |  |
| Gihon        | 義本     | 1249-1259 | Tenson                 |  |
| Eiso         | 英祖     | 1260-1299 | Eiso                   |  |
| Taisei       | 大成     | 1300-1308 | Eiso                   |  |
| Eiji         | 英慈     | 1309-1313 | Eiso                   |  |
| Tamagusuku   | 玉城     | 1314-1336 | Eiso                   |  |
| Seii         | 西威     | 1337-1354 | Eiso                   |  |
| Satto        | 察度     | 1355-1397 | -                      |  |
| Bunei        | 武寧     | 1398-1406 | -                      |  |
| Shō Shishō   | 尚思紹   | 1407-1421 | Primeira dinastia Shō  |  |
| Shō Hashi    | 尚巴志   | 1422-1429 | Primeira disnastia Shō |  |